# Fort IV Twierdzy Modlin

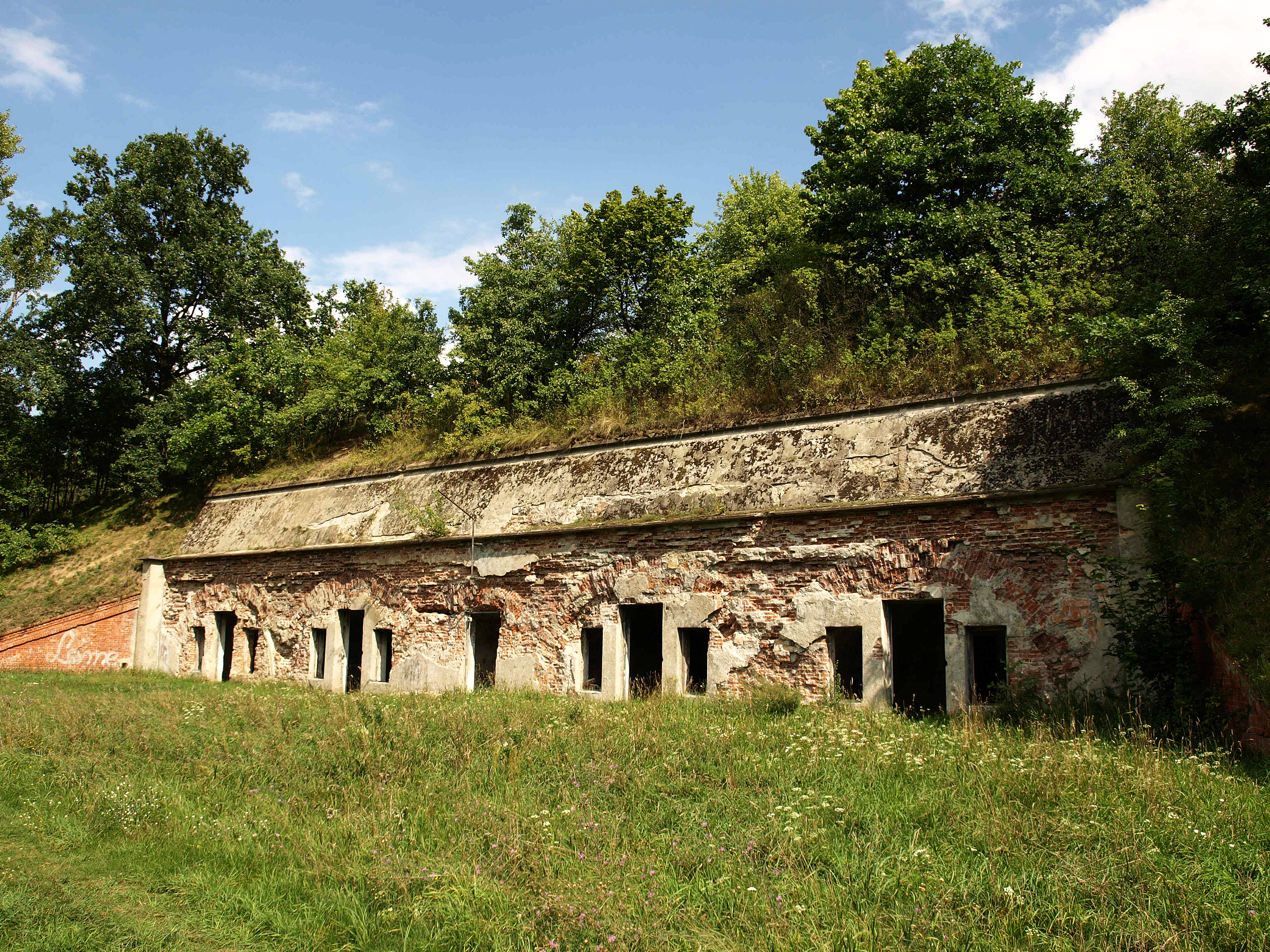
Widok na Fort IV

Fort IV – jeden z fortów Twierdzy Modlin, wzniesiony przez carat w ramach budowy pierwszego pierścienia fortów w latach osiemdziesiątych XIX wieku.
Fort znajduje się we wsi Janówek. Wzniesiono go dla zamknięcia odcinka twierdzy pomiędzy Narwią a Wisłą, tj. od wschodu. Podstawą dla jego projektu był wzorcowy fort „F1879”. Było to umocnienie ceglano-ziemne z dwoma wałami: dla artylerii i piechoty. W okresie modernizacji fortu (1894–1900) wzmocniono stropy obiektów betonem, a ponadto przystąpiono do budowy nowych, betonowych kaponier i półkaponier w fosie. Do ich powstania jednak nie doszło, prawdopodobnie wobec braku funduszy jak i zmiany planów dotyczących fortu.
W czasie modernizacji twierdzy w latach 1912–1915 fort został włączony w skład Grupy Fortowej „Janówek” jako obiekt zaplecza. Z tego względu ograniczono jego funkcje bojowe.
Do dzisiaj zachowały się ceglane koszary, liczne schrony i ceglana kaponiera szyjowa.